# 阿列克谢·库林内
阿列克谢·弗拉基米罗维奇·库林内（羅馬化：Aleksey Vladimirovich Kurinnyy；1974年1月18日—）是俄罗斯政治人物，第七届、第八届国家杜马代表。
1997年至2010年，他在乌里扬诺夫斯克市医院担任外科医生。同时，他还在乌里扬诺夫斯克国立大学医学院任教。2004年至2008年，他担任第三届乌里扬诺夫斯克州立法议会代表。2008年至2013年，他连任第四届乌里扬诺夫斯克州立法议会代表。2010年3月14日，库林内被俄罗斯联邦共产党提名竞选乌里扬诺夫斯克市市长，但输给了统一俄罗斯党候选人阿列克谢·平科夫。2011年至2013年，他担任乌里扬诺夫斯克地区专科医疗中心主任医师。2013年至2016年，库林内担任第五届乌里扬诺夫斯克州立法议会代表。随后他辞去职务，成为第七届国家杜马代表。2021年9月起担任第八届国家杜马代表。

## 制裁
库林内于2022年因俄乌战争而受到英国政府制裁。